# (35532) 1998 FV71
1998 FV71 (asteroide 35532) é um asteroide da cintura principal. Possui uma excentricidade de 0.08419220 e uma inclinação de 3.81659º.
Este asteroide foi descoberto no dia 20 de março de 1998 por LINEAR em Socorro.